# Maria Fietkiewicz
Maria Fietkiewicz (ur. 1934 w Wilnie, zm. w kwietniu 2015) – polska malarka i złotniczka.

## Życiorys
Była absolwentką studiów na kierunku malarstwo w Wyższej Szkole Sztuk Plastycznych w Gdańsku (obecnie Akademia Sztuk Pięknych w Gdańsku). Od 1964 roku do śmierci w 2015 roku zajmowała się wspólnie z mężem Pawłem Fietkiewiczem złotnictwem (początkowo oboje tworzyli również ceramikę). Należeli do prekursorów tzw. polskiej szkoły bursztynu i srebra mającej swoje początki w latach 60-XX wieku. Ich prace prezentowane były na licznych wystawach krajowych i zagranicznych, a także znajdują się w  prywatnych kolekcjach oraz w zbiorach wielu instytucji muzealnych w tym między innymi w zbiorach Muzeum Narodowego w Gdańsku, Muzeum Zamkowego w Malborku, Muzeum w Gliwicach oraz Muzeum Sztuki Złotniczej będącego Oddziałem Muzeum Nadwiślańskiego w Kazimierzu Dolnym. W 2009 roku w gdańskim Muzeum Bursztynu prezentowana była wystawa pt. Bursztynowy Jubileusz Marii i Pawła Fietkiewiczów. Wystawa autorska z okazji 45-lecia twórczości. Przy okazji wystawy ukazał się również ilustrowany katalog z monografią artystów pt. Bursztynowy jubileusz Marii i Pawła Pietkiewiczów: wystawa autorska z okazji 45-lecia twórczości Muzeum Bursztynu Oddział Muzeum Historycznego Miasta Gdańska 26 października 2009 r-28 lutego 2010 r. (Muzeum Historyczne Miasta Gdańska, 2012; ISBN 978-83-61077-40-4).
Maria Fietkiewicz zmarła w 2015 roku. W tym samym roku w Sali Debory Kościoła Zbawiciela Parafii Ewangelicko-Augsburskiej w Sopocie prezentowana była pośmiertna wystawa jej prac malarskich pt. Ars longa, vita brevis.